# Lívio Gomes Moreira
Lívio Gomes Moreira (São João da Barra, 17 de junho de 1876 — Curitiba, 7 de junho de 1946) foi um escritor, inventor e radioamador brasileiro. Foi um dos pioneiros do radioamadorismo brasileiro, com os indicativos de chamada SB-3IG, BZ-1M e PY5AG.

## Biografia
Telegrafista chefe da empresa Telégrafos de Curitiba, Lívio se destacou por construir seus próprios equipamentos e em 1909 desenvolveu um teclado alfabético que aplicado ao transmissor tipo Baudot, recebia as vibrações da telegrafia sem fio. Este equipamento, considerado uma grande inovação para as comunicações da época, foi chamado de "Detector Livio". Neste mesmo ano, um teste foi realizado na cidade do Rio de Janeiro, obtendo grande o sucesso e assim, o engenheiro Francisco Bhering encomendou a construção de dois destes teclados, utilizando o projeto de Livio, na Casa Carpentier de Paris. O pedido só foi entregue em maio de 1910 e curiosamente, em 5 de novembro de 1909, a Casa Carpentier obteve o registro de patente de um manipulador perfurador e transmissor em teclado, com partes do projeto idêntico ao Detector Lívio. Como Lívio nunca preocupou-se em patentear as suas pesquisas, somente no Brasil há o reconhecimento pela inovadora invenção.
No radioamadorismo, Livio realizou a primeira comunicação radiotelegráfica entre amadores do Brasil. Tal fato ocorreu em outubro de 1909, em Curitiba, quando Lívio Gomes executou uma transmissão de aproximadamente dois quilômetros entre a sua casa, onde foi instalado o transmissor e a antiga propriedade de José Luz, na Rua Augusto Stelfeld, onde estava o receptor.
Em 1913, Lívio ampliou seus conhecimentos técnicos ao estudar na Europa e com este aperfeiçoamento, publicou, em 1918, o livro "Telegrafhia - Noções Práticas", obra esta considerada na época, a mais completa e atualizada publicação do assunto.
Em 17 de junho de 1924, ele e Carlos Lacombe (BZ1AC), do Rio de  Janeiro, realizaram comunicado memorável.
Em dezembro de 1925 (após a regulamentação do radioamador, em novembro de 1924), Livio efetuou seu primeiro contato com outro radioamador à grande distância, quando após vigília de 10 noites, manteve audição com o radioamador fluminense, Humberto Silva (SB-1A/BZ-1A).
Lívio Gomes foi um dos sócios fundadores e diretor técnico da Rádio Clube Paranaense (a terceira emissora de rádio do Brasil).